# Lupinus polyphyllus

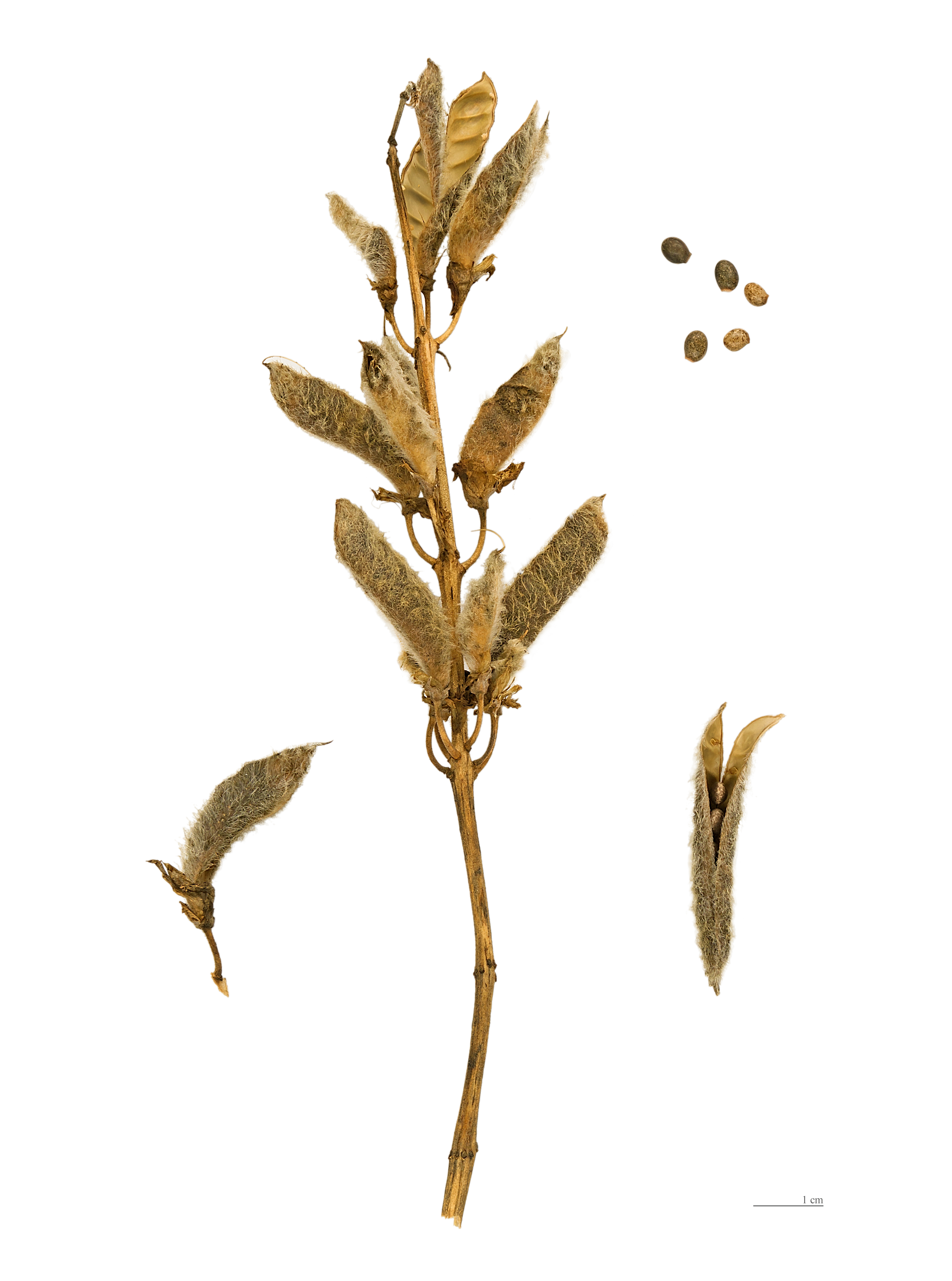
Lupinus polyphyllus

Lupinus polyphyllus (lupino, nombre común de varias plantas de este género) es una planta ornamental que ha escapado frecuentemente al cultivo convirtiéndose en silvestre. Originaria del Noroeste de América se puede hallar desde el sur de Alaska hasta el oeste de Quebec y el sur de Utah, posteriormente fue llevada a Europa debido a su atractivo. Es frecuente encontrarla en la Patagonia, donde fue introducida por sus primeros pobladores blancos, en su mayoría europeos, que la trajeron como ornamento para sus jardines.
Tiene una mata perenne que dura más de dos años, con un tallo de un metro y medio o más de altura. Es robusta y ramificada en su base. Desarrolla racimos terminales de flores de hasta cinco cm, multiflores, con flores de diversos colores (violetas, fucsias, blancas y hasta amarillas). La floración ocurre en verano.
El fruto tiene forma de vaina y contiene numerosas semillas pequeñas. La multiplicación se hace mediante semillas.
Cuando se cultiva se hace no sólo como ornamento, sino también como abono verde o forraje  para animales de caza.